# Derman Perșa, Zdolbuniv
Derman Perșa (în ucraineană Дермань Перша) este o comună în raionul Zdolbuniv, regiunea Rivne, Ucraina, formată numai din satul de reședință.

## Demografie
Componența lingvistică a comunei Derman Perșa
     Ucraineană (99,26%)
     Alte limbi (0,74%)
Conform recensământului din 2001, majoritatea populației comunei Derman Perșa era vorbitoare de ucraineană (99,26%), existând în minoritate și vorbitori de alte limbi.